# VPS4A
VPS4A‏ (Vacuolar protein sorting 4 homolog A) هوَ بروتين يُشَفر بواسطة جين VPS4A في الإنسان.